# Никоновка (Черниговская область)
Никоновка (укр. Никонівка) — село в Сребнянском районе Черниговской области Украины. Население 150 человек. Занимает площадь 1,56 км².
Код КОАТУУ: 7425155102. Почтовый индекс: 17302. Телефонный код: +380 4639.

## Власть
Орган местного самоуправления — Сребнянский поселковый совет. Почтовый адрес: 17300, Черниговская обл., Сребнянский р-н, пгт Сребное, ул. Ленина, 43а. Тел.: +380 (4639) 2-14-02; факс: 2-14-02.